# Zoltek
Zoltek ist ein Leichtfaserunternehmen mit Hauptsitz in St. Louis, das sich mit der Entwicklung, Herstellung und Vermarktung kommerzieller Karbonfasern für verschiedene Anwendungen beschäftigt. Seine Hauptkunden sind in den Bereichen Windenergie, alternative Energien, leichte Automobile, Bau und Infrastruktur sowie Ölexploration angesiedelt. Das Unternehmen war bis zu seiner Übernahme Teil des RENIXX Index.

## Geschichte
Zoltek - benannt nach seinem Gründer, dem Ingenieur Zsolt Rumy, der als Jugendlicher mit seiner Familie aus Ungarn in die USA einwanderte. Die Unternehmung begann als Industrieausrüster und Dienstleister und wandelte sich nach einer Unternehmensübernahme im Jahr 1988 zu einem Carbonfaserhersteller. Im Jahr 1992 erlöste der Börsengang von Zoltek 4 Millionen US-Dollar, die hauptsächlich für den Bau der ersten kontinuierlichen Karbonisierungslinie für den textilen Vorläufer verwendet wurden. Seitdem hat Zoltek weiter geforscht, um die Kosten seines Hauptrohstoffs zu senken. 1995 kaufte Zoltek Magyar Viscosa, einen ungarischen Hersteller von Acryl- und anderen Fasern für den europäischen Textilmarkt. Die Übernahme unterstützte ihr Kohlefasergeschäft auf zwei Arten: Erstens gab sie ihnen weitere Möglichkeiten, die Kosten und den Preis zu senken, indem sie es ihnen ermöglichten, Vorprodukte aus Acryl im eigenen Haus herzustellen und die erworbene Technologie und das erworbene Fachwissen für die Erschließung anderer Quellen zu nutzen. Zweitens stellte es eine reichliche Versorgung mit diesem Rohstoff sicher, um der rasch steigenden Nachfrage nach Kohlenstofffasern gerecht zu werden. Heute besitzt und betreibt Zoltek fünf Produktionsstätten in den Vereinigten Staaten, Ungarn und Mexiko. Sie haben Vertriebsbüros in den Vereinigten Staaten, Ungarn, China, Indien und Südkorea.
Im September 2013 kündigte Toray Industries an, Zoltek für eine halbe Milliarde Dollar zu kaufen. Toray erwarb alle ausstehenden Aktien von Zoltek für 16,75 US-Dollar pro Aktie, was einem Gesamtwert von etwa 584 Millionen US-Dollar entsprach. Durch die Fusion wurde das Unternehmen eine hundertprozentige Tochtergesellschaft von Toray und wird als separate Geschäftseinheit weitergeführt.